# Almossassa Batalyaws

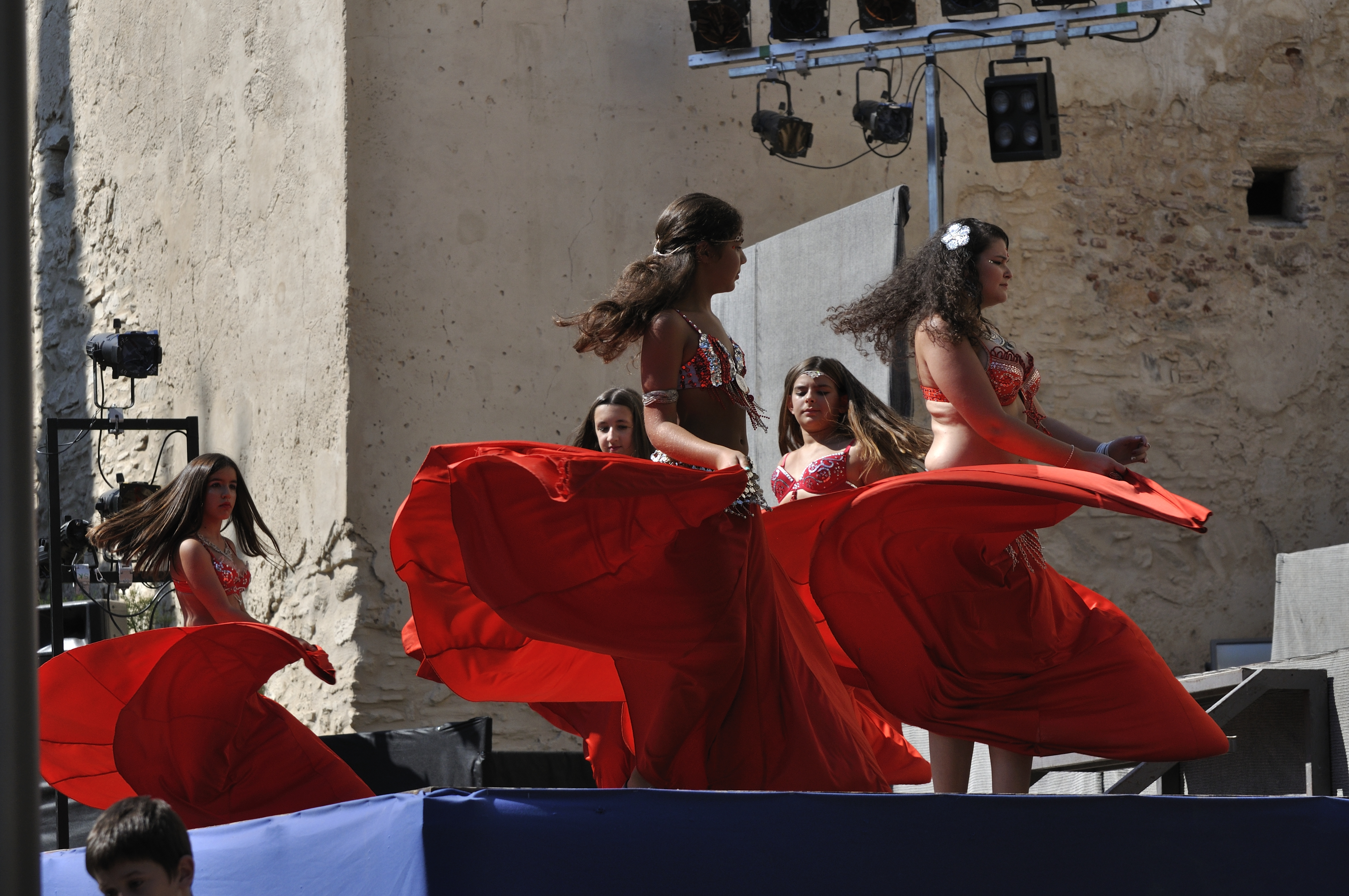
Almossassa Batalyaws en 2015

AlMossasa Batalyaws es una fiesta-conmemoración que se celebra en la ciudad de Badajoz, en España, con motivo de la fundación de la ciudad (sobre un asentamiento visigodo anterior [cita requerida]) por el caudillo rebelde Ibn Marwan en el 875. Durante un fin de semana, la alcazaba de la ciudad revive con la representación de varias leyendas del pasado de la ciudad y con la historia de la fundación de la misma. Asimismo, se instala en el palmeral de la alcazaba un mercado medieval y varias jaimas donde disfrutar de la fiesta y del ambiente. 
En el fin de semana siguiente, bajo el lema "Dos ciudades, una historia común" las conmemoraciones siguen en Marvão, localidad portuguesa que debe su nombre a Ibn Marwan al-Yil'liqui.
En 2017 fue declarada Fiesta de Interés Turístico en Extremadura.

## Historia
La fiesta tiene su origen en 1998 por iniciativa de la Asociación Amigos de Badajoz, y pronto los ciudadanos se aficionaron a ella, pero debido a que no fue ayudada ni reconocida por las instituciones no fue posible celebrarla un año, lo que desencadenó las protestas de los asiduos a las fiestas. Desde entonces es el gobierno municipal el que se encarga de su organización y presupuesto.

## Actos
Durante las últimas celebraciones el esquema de actos en esta festividad se ha mantenido, presentando mínimas variaciones. Entre los actos comunes todos los años se encuentran:
- Representación de la fundación de la ciudad de Badajoz en el baluarte de San Pedro, cercano al parque de la Galera, donde actores a pie y caballo representan la obra dirigida por un director generalmente pacense.
- Establecimiento de un mercado árabe en la Plaza Alta, muy colorido y donde se pueden comprar especias y objetos de la época musulmana.
- Conferencias de historia y actos culturales.